# Johann Baptist Glunk
Johann Baptist Glunk (auch Glunck, *1695 in Stockach; † 1. September 1774 in Wien) war ein deutsch-österreichischer Porträtmaler des Barock.

## Leben
Johann Baptist Glunk wurde zwar in Stockach geboren, die Familie übersiedelte jedoch bald nach Löffingen, wo er gemeinsam mit seinem Vetter Hans Bernhard Glunk (1696–1766, von 1736 bis 1766 als Petrus Glunk Abt des Augustiner-Chorherrenstifts St. Märgen), zur Schule ging. Spätestens 1721 ist Johann Baptist Glunk in Wien nachweisbar, als er die Ehe mit der zwei Jahren älteren Barbara Endorffer schloss. Er könnte ein Schüler des Malers Johann Friedrich Fischer gewesen sein, der als Pate bei einer Kindstaufe 1728 des Paares nachweisbar ist. Ab 1733 studierte er an der Wiener Akademie der bildenden Künste und wurde ab 1734 als Universitätsmaler betitelt. Er fertigte Urkunden, Diplome, Standesbücher und Porträts der Professoren an. Auch in Adelskreisen fand Glunk Auftraggeber, so sind auf Schloss Greillenstein Porträts von Graf Johann Ferdinand II. von Kuefstein und seiner Gemahlin Maria Anna von Dietrichstein erhalten, die um 1760 zu datieren sind.
Sein Sohn, Anton Glunk (1728–1799) wurde ebenfalls akademischer Maler in Wien und war ein Schüler des Hofmalers Martin van Meytens.